# Deine Lakaien
Deine Lakaien – niemiecki duet muzyczny, tworzony przez wokalistę Alexandra Veljanova i kompozytora klasycznego, pianistę i perkusistę Ernsta Horna. W ich muzyce widoczne są elementy darkwave, elektroniki, industrialu oraz gothic rocka. Zespół istnieje od 1985 roku.
Nazwa zespołu (oznaczająca po polsku Twoi lokaje) została zaczerpnięta z jednej z piosenek Einstürzende Neubauten Die genaue Zeit ("Auch Lakaien haben Taktgefühl" – "Również lokaje mają poczucie taktu")

## Dyskografia

### Albumy
- First Album/Same (1986)
- 2nd Star (1991, EP)
- Dark Star (1991)
- Dark Star Live (1992, live)
- Forest Enter Exit (1993)
- Acoustic (1995, live)
- Forest Enter Exit 'Live' (1995, live)
- Winter Fish Testosterone (1996)
- Kasmodiah (1999)
- White Lies (2002)
- Live in Concert (2003, live)
- 1987 – The Early Works (2003)
- April Skies (2005)
- 20 Years Of Electronic Avantgarde (2007, live)
- Indicator (2010)
- Acoustic II (2013, live)
- Crystal Palace (2014)
- XXX. The 30 Years Retrospective (2016)
- Dual (2021)

### Single
- Into My Arms (1999, singel + video)
- Return (1999, singel)
- Generators (2001, singel + video)
- Where You Are/In The Chains Of CD #1 (2002, singel)
- Where You Are/In The Chains Of CD #2 (2002, singel)
- Over And Done (2005, singel)
- Gone (2010, singel)
- Farewell / When The Winds Don’t Blow (2014, singel)

## Wideografia
- Mindmachine (1994, EP/VHS)
- First Decade (1996, video)
- Live in Concert (2003, DVD z koncertu)[2]
- The Concert That Never Happened Before (2006, DVD z koncertu)
- 20 Years Of Electronic Avantgarde (2007, DVD z koncertu)